# Barletta-Andria-Trani (provins)
Barletta-Andria-Trani er en italienske provins på halvøen Apulien.
Hovedstaden for provinsen er Barletta, Andria og Trani, som også har givet navn til provinsen.

## Kommuner
- Andria
- Barletta
- Bisceglie
- Canosa di Puglia
- Margherita di Savoia
- Minervino Murge
- San Ferdinando di Puglia
- Spinazzola
- Trani
- Trinitapoli

41°19′N 16°17′Ø / 41.32°N 16.28°Ø